# 風街序曲
『風街序曲』（かぜまちぷれりゅーど）はChicago Poodleの3枚目のインディーズミニアルバム。

## 内容
Shunsuke Nakataが全曲のギターで参加した本作は、その中の収録曲である「Heart Song」は花沢耕太が単独で作詞を手掛けた。
ちなみに、本作のタイトルの中の「序曲」の読みは、"じょきょく"　ではなく　"ぷれりゅーど"である。

## 収録曲
1. ネオン
作詞：辻本健司　作曲：花沢耕太　編曲：Cho-ru・Chicago Poodle
2. Have a nice day
作詞：山口教仁　作曲：花沢耕太　編曲：Chicago Poodle
3. マイン
作詞：辻本健司　作曲：花沢耕太　編曲：Chicago Poodle
4. Heart Song
作詞・作曲：花沢耕太　編曲：Chicago Poodle
5. モノクロ
作詞：山口教仁　作曲：花沢耕太　編曲：Chicago Poodle
6. Ebony & Ivory
作詞：辻本健司　作曲：花沢耕太　編曲：Chicago Poodle

## レコーディング参加
- Shunsuke Nakata - ギター(#ALL)
- Kazuhiro Mochida - ギター(#5)
- RITCHIE CARVALLEY - パーカッション(#2, 3, 5)